# Dorfkirche Schönow (Schwedt/Oder)

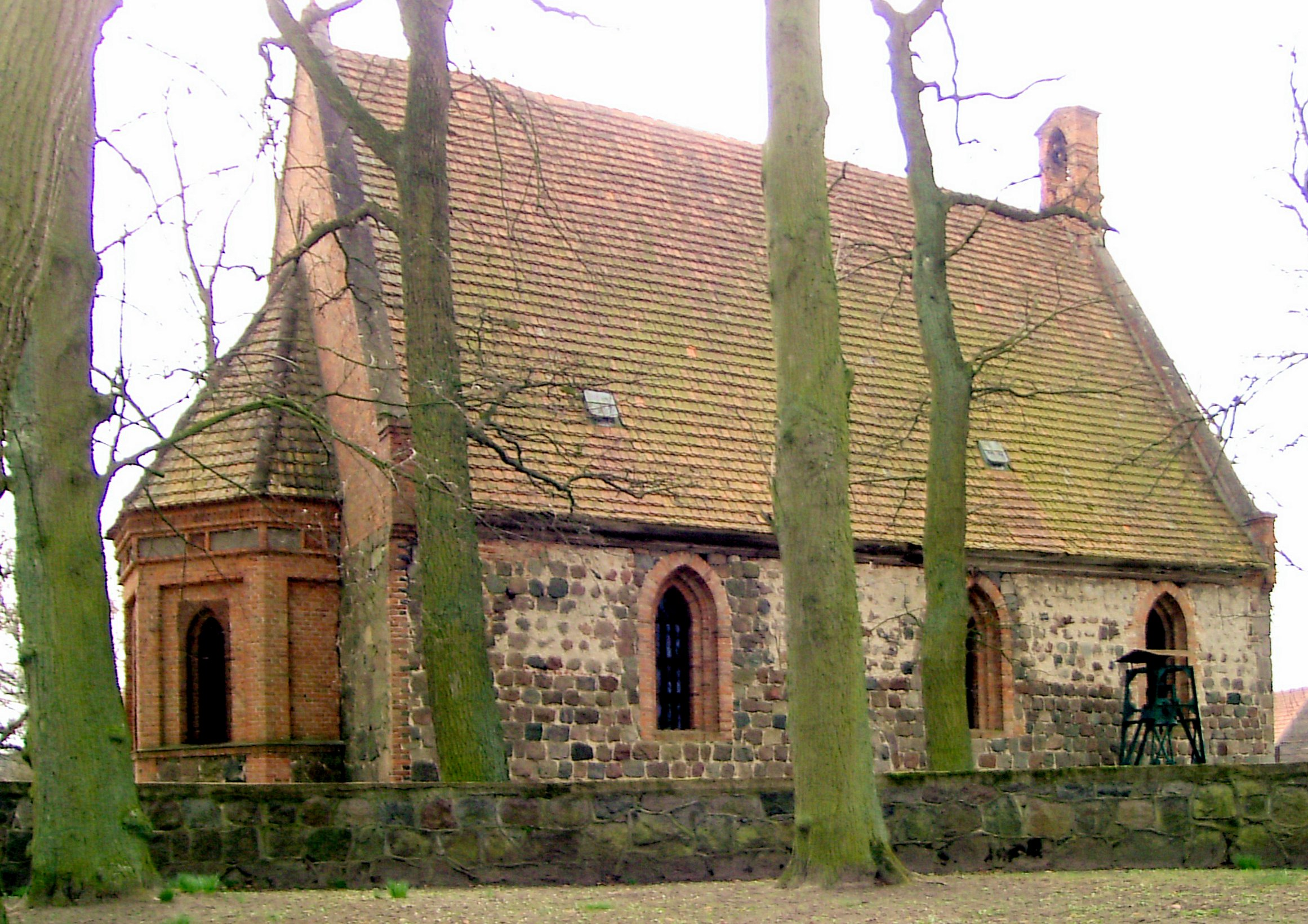
Dorfkirche in Schönow

Die evangelische Dorfkirche Schönow ist eine Saalkirche in Schönow, einem Ortsteil der Stadt Schwedt/Oder im brandenburgischen Landkreis Uckermark. Die Kirche gehört dem Pfarramt Blumberg des Pommerschen Evangelischen Kirchenkreises der Evangelisch-Lutherischen Kirche in Norddeutschland an. Das Gebäude steht unter Denkmalschutz.

## Lage und Geschichte
Die Dorfkirche Schönow befindet sich im südlichen Teil des alten Dorfkerns und steht zentral, direkt westlich des Kreuzungspunkts der beiden Landstraßen, die durch Schönow führen (heute die Kreisstraße 7308). Der Kirchhof wird seit dem späten 19. Jahrhundert nicht mehr belegt und wird von einer Mauer aus teilweise gespaltenen und teilweise behauenen Feldsteinen umgeben. Im Mittelalter war Schönow Teil des Bistums Cammin, aber es ist nichts darüber bekannt, ob das Dorf mit Pfarrhufen ausgestattet war. Ab 1779 wurde die Gemeinde von Kummerow aus versorgt und später war sie eine Tochtergemeinde von Woltersdorf und gehörte zur Synode Penkun im Pommerschen Kirchenkreis. Im 19. Jahrhundert gab es einen Küster, der in der Nähe der Kirche ein Stück Land zur Verfügung hatte. Das Patronat lag bis 1945 in den Händen der jeweiligen Gutsherren.
Es wird angenommen, dass die Dorfkirche in der zweiten Hälfte des 13. Jahrhunderts als turmlose Saalkirche erbaut wurde. Es gibt keine Informationen über den baulichen Zustand der Kirche nach dem Dreißigjährigen Krieg und den folgenden militärischen Konflikten im Einzugsgebiet der Randow. Es gibt jedoch Hinweise auf eine umfassende Renovierung im 18. Jahrhundert, was durch das erhaltene Dachwerk belegt wird. Wahrscheinlich um 1860/70 wurde die Kirche im Stil der Neogotik umgestaltet. Während des Umbaus wurden die West- und Ostwand vollständig abgetragen und mit neuem Material neu aufgebaut. Außerdem wurde an der Ostseite eine Apsis hinzugefügt und neue Fensteröffnungen in den beiden Längsseiten eingebrochen, während die mittelalterlichen Gemeindeportale geschlossen wurden. Der Kirchenraum wurde ebenfalls komplett umgestaltet. Es ist nicht bekannt, wer die Planung für den Umbau durchführte.
In den 1960er-Jahren wurde die Kirche umfassend renoviert, einschließlich einer malermäßigen Überarbeitung des Kirchenraums, dem Einbau einer Winterkirche unterhalb der Empore und der Neueindeckung des Dachs. Im Jahr 1970 musste die Glocke von ihrer maroden Halterung im Dachreiter entfernt werden. Sie wurde danach in einem neuen Glockenstuhl auf der Nordseite der Kirche platziert.

## Baubeschreibung
Die Kirche ist ein kleiner Saalbau mit drei Achsen, der eine Länge von 19,5 Metern und eine Breite von 11,7 Metern aufweist. Das Satteldach ist steil. Auf der Ostseite gibt es eine fünfeckige Apsis, die mit einem fünfseitigen Kegeldach abschließt. Die Apsis ist durch das kontrastreiche Nebeneinander von Feldsteinen und Ziegeln geprägt. Die fünf Seiten der Apsis sind gleichartig gegliedert, wobei sich jeweils ein tief sitzendes Spitzbogenfenster mit gestuftem Gewände in einer rechteckigen Blende befindet. Darüber befindet sich ein friesartiges Band aus Rechtecken mit profilierter Rahmung. 
Das Mauerwerk an beiden Längsseiten stammt noch aus dem Mittelalter und besteht aus quaderförmig zugehauenen Feldsteinen. Am westlichen Ende sind die Eckquader sorgfältiger gearbeitet. Der Sockel mit abgeschrägter Vorderkante ist ebenfalls erhalten geblieben. An der Nordseite ist im Mauerwerk östlich der mittleren Fensterachse der Begleitbogen eines mittelalterlichen Spitzbogenportals zu erkennen, ebenso wie auf der Südseite. Dort gibt es außerdem eine spitzbogige Priesterpforte im östlichen Abschnitt. Es fehlen jedoch Spuren älterer Fenstergewände, was darauf hinweist, dass die Längsseiten des Schiffs auch im Mittelalter bereits drei Fensterachsen hatten. An ihrer Stelle wurden neogotische Spitzbogenöffnungen mit dreifach gestuftem Gewände aus Ziegelmauerwerk eingelassen.
Die West- und Ostseite wurden komplett erneuert und bestehen aus unregelmäßigem Mauerwerk aus zumeist gespaltenen Feldsteinen, wobei die darüber liegenden Giebel durch rotes Sichtziegelmauerwerk markant abgesetzt sind. Der östliche Giebel ist schmucklos und die Giebelspitze wird von einer kleinen Kreuzblume gekrönt. Der westliche Giebel ist aufwändiger gestaltet und durch eine spitzbogige Zwillingsblende und drei kleine Rundfenster gegliedert. Die Giebelecken sind durch pfeilerartige Aufsätze betont. Auf der Giebelspitze befindet sich ein ehemaliger Glockenträger in Form eines Dachreiters. Das flachbogige Hauptportal an der Westseite wurde seinerzeit neu hergestellt und wird von einer hohen Spitzbogenblende mit einfach gestuftem Gewände umrahmt.
Eine zweiflügelige Tür mit neogotischem Dekor ist erhalten. Das Innere der Kirche ist schlicht gestaltet. Die Holzbalkendecke stammt aus der Zeit vor dem neogotischen Umbau. Im Osten öffnet sich der Raum mit einem Rundbogen zur Apsis hin. Eine Inschrift, welche den Bogen auf der Westseite begleitete, wurde bei den Restaurierungsarbeiten in den 1960er-Jahren übermalt. Der Apsisraum ist um zwei Stufen erhöht und wird von einem fünfstrahligen Sterngewölbe überspannt. Im Zentrum steht ein gemauerter Altarblock aus der Umbauzeit. Über die westliche Seite des Kirchenraums spannt sich die ursprünglich barocke Empore, deren Brüstung mit gotisierendem und geometrischem Dekor versehen ist. Unterhalb der Empore befindet sich die in den 1960er-Jahren eingebaute Winterkirche. 
Das Gemeindegestühl ist in zwei Blöcken seitlich eines Mittelgangs aufgestellt und mit neogotischen Blendarkaden verziert. Die Bänke stammen aus einer Greifswalder Friedhofskapelle und wurden nach 1945 hierher gegeben. Das Kehlbalkendach mit doppelt liegendem Stuhl, Hahnenbalken und Streben zwischen den Sparren stammt aus der Zeit vor dem Umbau. Die Deckenbalken werden durch einen kräftigen Überzug gestützt, welcher von drei Hängesäulen gehalten wird.

### Ausstattung
Eine Taufe ist aus grünem Marmor gefertigt und besitzt gotisierende Formen. Sie verfügt über einen achtseitigen verzierten Fuß und einen Schaft mit Knauf, an dem ein ausladendes Becken angebracht ist, das mit Maßwerkformen verziert ist. Die Orgel wurde 1906 von Barnim Grüneberg aus Stettin erbaut, wurde jedoch nach 1945 umgebaut und die Disposition geändert. Das dreiteilig gegliederte Prospekt im neogotischen Stil blieb jedoch erhalten.
Das Ölgemälde Christus am Kreuz stammt vermutlich aus dem 18. oder 19. Jahrhundert und hat wahrscheinlich eine französische Herkunft.
Eine Gedächtnistafel für die Gefallenen des Ersten Weltkriegs wurde vermutlich vom Gutspatron gestiftet. Sie besteht aus bemaltem Holz und enthält im oberen Teil die Namen der Toten und im unteren Teil eine allegorische Darstellung einer trauernden Mutter (Germania) mit einem sterbenden Jüngling, der ein Schwert hält, vor einem Eisernen Kreuz.
Die Glocke in der Kirche wurde 1847 von Theodor Voß aus Stettin gegossen und steht heute gesondert unter Denkmalschutz. Sie ist aus Bronze gefertigt, hat einen Durchmesser von 66 Zentimetern und ist am oberen Teil mit einem Fries aus Akanthusblättern sowie einer Stifterinschrift (v. Sydow) und dem Gussdatum versehen.